# Sindhnur
Sindhnur là một thị xã của quận Raichur thuộc bang Karnataka, Ấn Độ.

## Địa lý
Sindhnur có vị trí 15°47′B 76°46′Đ / 15,78°B 76,77°Đ Nó có độ cao trung bình là 377 mét (1236 feet).

## Nhân khẩu
Theo điều tra dân số năm 2001 của Ấn Độ, Sindhnur có dân số 61.292 người. Phái nam chiếm 51% tổng số dân và phái nữ chiếm 49%. Sindhnur có tỷ lệ 54% biết đọc biết viết, thấp hơn tỷ lệ trung bình toàn quốc là 59,5%: tỷ lệ cho phái nam là 63%, và tỷ lệ cho phái nữ là 44%. Tại Sindhnur, 15% dân số nhỏ hơn 6 tuổi.